# Bysvala
Bysvala (Cecropis melanocrissus) är en fågel i familjen svalor inom ordningen tättingar.

## Utbredning och systematik
Bysvala förekommer i Afrika söder om Sahara. Den delas in i fyra underarter med följande utbredning: 
- Cecropis melanocrissus domicella – förekommer i västra Afrika från Senegal och Gambia till östra Sudan
- Cecropis melanocrissus melanocrissus – förekommer i Etiopien och Eritrea
- Cecropis melanocrissus kumboensis – förekommer i Sierra Leone och västra Kamerun
- Cecropis melanocrissus emini – förekommer från sydöstra Sudan, Uganda och Kenya till Malawi och norra Zambia

Tidigare kategoriserades bysvalan som en del av rostgumpsvala, som då hade det vetenskapliga namnet Cecropis daurica. Taxonet domicella erkändes dock ibland som egen art, "västafrikansk svala", bland annat eftersom den genetiskt stod närmare östasiatiska tempelsvalan, då Cecropis striolata. Efter genetiska studier har artgränserna i komplexet justerats, enligt följande:
- Afrikanska rostgumpsvalor erkänns som egen art, bysvala (C. melanocrissus), inkorporerande "västafrikansk svala" (domicella)
- Östasiatiska rostgumpsvalor (daurica, japonica, nipalensis och erythropygia) flyttas till tempelsvalan, som får det nya vetenskapliga artnamnet Cecropis daurica, eftersom daurica har prioritet före striolata
- Rostgumsvala i begränsad mening, med europeiska och västasiatiska rufula, utgör en egen art, Cecropis rufula

### Släktestillhörighet
Arten placerades tidigare tillsammans med exempelvis ladusvalan i släktet Hirundo, men genetiska studier visar att den tillhör en grupp som står närmare hussvalorna i Delichon. De har därför lyfts ut till ett eget släkte, Cecropis.

## Status
IUCN erkänner ej bysvala som egen art, varför den inte placeras i någon hotkategori.